# 山田将司 (ミュージシャン)
山田 将司（やまだ まさし、1979年10月8日 - ）は、日本のミュージシャン。ロックバンドTHE BACK HORNのボーカル担当。茨城県出身。

## 来歴
- 茨城県立土浦湖北高等学校、専門学校東京ビジュアルアーツ卒業[1][2]。

- 1998年 東京でTHE BACK HORNを結成[3]。

- 2001年4月21日 THE BACK HORNが1stシングル「サニー」で、メジャーデビュー[3]。

- 2002年8月22日 2ndシングル「空、星、海の夜」を含む数曲）ベーシストが不在であったため、ベーシストとしてベースを演奏した。

- 2009年 『MUSIC ON! TV 10th Anniversary×SPEEDSTAR RECORDSPresents スペシャルドラマプロジェクト』として、スペシャルドラマ『東京タクシー』で俳優に初挑戦して主演を務めた。同ドラマの主題歌として書き下ろした楽曲「この手広げて」は、同作品DVDの初回版付属CDに収録されている[4]。

- 2012年 サントリー「鏡月」CMソング「きょう、きみと」（作詞：一倉宏、作曲：山田将司）がオンエア。2016年7月6日に配信限定シングルとしてリリースされた。

- 2020年 カルペ・ディエムワンマンツアー中に声帯ポリープとの診断を受け手術[5]。同年5月よりツアーを再開した[6]。

- 2022年11月6日、村松拓（Nothing's Carved In Stone、ABSTRACT MASH）とともに麦の秋音楽祭に出演[7]、とまとくらぶを結成した[8]。

- 2022年12月1日、個人ファンクラブ「カタチナキ」を開設[9]。

- 2023年4月12日、自身の出身地である茨城県土浦市のブランドPR動画に出演。YouTubeにて公開された[1]。

## 人物
- THE BACK HORNにおいてのパートはボーカルのみだが、ギターやピアノ、ベース、ドラム、ハーモニカ、アコーディオン、トランペットと演奏できるマルチプレイヤーである。ベースが不在であった『人間プログラム』の時期には、レコーディングにおいてもベースを担当していた（メジャー2ndシングル「空、星、海の夜」を含む数曲）ほか、松田が朗読を担当する「天気予報」ではドラムを務めつつヴァースを歌った。

- 影響を受けたアーティストはBLANKEY JET CITY[10]、eastern youth[11]。学生時代にはBLANKEY JET CITYのシングル曲「ガソリンの揺れかた」をカバー[12]。

- 大の酒好きとしても知られており、過去には最長30時間飲み続けたことがある[13]。

## 作品

### シングル
配信限定シングル 
|     | 発売日       | タイトル       |
| --- | ------------ | -------------- |
| 1st | 2016年7月6日 | きょう、きみと |

### 参加作品
| 発売日        | アーティスト                            | タイトル     | 備考                                                |
| ------------- | --------------------------------------- | ------------ | --------------------------------------------------- |
| 2008年3月26日 | つじあやの×山田将司(from THE BACK HORN) | 15歳         | 『LIVE SPEEDSTAR EXPRESS ～15歳の初体験～』にて披露 |
| 2021年5月18日 | LUX OMNIA VINCIT                        | 音のない世界 | ボーカルとして参加                                  |